# فیشر ایلند (فلوریدا)
جزیره فیشر (به انگلیسی: Fisher Island) یک منطقهٔ مسکونی خصوصی در ایالات متحده آمریکا است که در شهرستان میامی-دید، فلوریدا واقع شده‌است. جزیره فیشر ۰٫۹ کیلومتر مربع مساحت و ۱۳۲ نفر جمعیت دارد و ۳ متر بالاتر از سطح دریا واقع شده‌است. این جزیره به عنوان یکی از گران‌ترین مناطق مسکونی در آمریکا شناخته می‌شود.

## تاریخچه
در سال ۱۹۱۹، ویلیام کی. وندربیلت دوم (en) این جزیره را از کارل جی. فیشر (en) خریداری کرد و آن را به یک اقامتگاه خصوصی و لوکس تبدیل کرد.

## دسترسی
فیشر ایلند تقریباً ۳ مایل از ساحل میامی فاصله دارد و رفت و آمد به آن تنها از طریق بالگرد، قایق یا کشتی خصوصی قابل دسترس است.

## املاک
قیمت املاک و مستغلات در فیشر ایلند بسیار بالا است و شامل آپارتمان‌های لوکس، ویلاهای بزرگ و خانه‌های شخصی با طراحی‌های منحصر به فرد می‌شود. سبک زندگی در فیشر ایلند بسیار لوکس و انحصاری است. ساکنان این جزیره از حریم خصوصی بالا، امنیت فوق‌العاده و امکانات رفاهی بی‌نظیری برخوردارند.